# كبريتيد الزركونيوم الرباعي
كبريتيد الزركونيوم الرباعي (أو ثنائي كبريتيد الزركونيوم) مركب كيميائي صيغته ZrS2، ويوجد على هيئة صلب بلوري بني محمر.

## التحضير
يحضر هذا المركب من التفاعل المباشر بين عنصري الزركونيوم والكبريت عند درجات حرارة مرتفعة. ويمكن إجراء عملية التنقية باستخدام أسلوب تفاعل نقل كيميائي.

## الخواص
يوجد المركب في الشروط القياسية على هيئة صلب بني محمر، وتكون بنيته على هيئة طبقات بشكل مناظر لبنية يوديد الكادميوم.